# Temporada 2015-16 de la NBA
La temporada 2015-16 de la NBA fue la septuagésima temporada de la historia de la competición norteamericana de baloncesto. El Draft de la NBA para la temporada se celebró el jueves 25 de junio de 2015, en el Barclays Center en Brooklyn, donde el dominicano Karl-Anthony Towns fue elegido en la primera posición del draft. La temporada regular comenzó el martes 27 de octubre de 2015 y terminó el 13 de abril de 2016.
Los playoffs comenzaron el 16 de abril de 2016 y terminaron con las Finales de la NBA de 2016 el 19 de junio de 2016, con los Cleveland Cavaliers como campeones de la NBA. Los Cavs lograron su primer título frente a Golden State Warriors, y se convirtieron en el primer equipo en la historia de la NBA en remontar un 1-3 en las finales.
Golden State Warriors logró el récord de victorias en una temporada con 73, batiendo el antiguo récord de 72 victorias de los Chicago Bulls de la temporada 1995-96. Sin embargo, el equipo californiano no logró el título.

## Transacciones

### Agencia libre
Las negociaciones de la agencia libre comenzaron el 1 de julio de 2015. Los jugadores comenzaron a firmar a partir del 10 de julio.

### Cambios de entrenadores
| Fuera de la temporada  | Fuera de la temporada     | Fuera de la temporada        |
| Equipo                 | Temporada 2014-15         | Temporada 2015-16            |
| ---------------------- | ------------------------- | ---------------------------- |
| Chicago Bulls          | Tom Thibodeau             | Fred Hoiberg                 |
| New Orleans Pelicans   | Monty Williams            | Alvin Gentry                 |
| Oklahoma City Thunder  | Scott Brooks              | Billy Donovan                |
| Orlando Magic          | James Borrego (interino)  | Scott Skiles                 |
| Denver Nuggets         | Melvin Hunt (interino)    | Michael Malone               |
| Minnesota Timberwolves | Flip Saunders (fallecido) | Sam Mitchell                 |
| Durante la temporada   |                           |                              |
| Equipo                 | Saliente                  | Entrante                     |
| Houston Rockets        | Kevin McHale              | J. B. Bickerstaff (interino) |
| Brooklyn Nets          | Lionel Hollins            | Tony Brown (interino)        |
| Cleveland Cavaliers    | David Blatt               | Tyronn Lue                   |
| Phoenix Suns           | Jeff Hornacek             | Earl Watson (interino)       |
| New York Knicks        | Derek Fisher              | Kurt Rambis (interino)       |

#### Fuera de la temporada
- El 22 de abril de 2015, los Oklahoma City Thunder despidieron a su entrenador Scott Brooks después de siete temporadas en el equipo.[1]
- El 30 de abril de 2015, los Oklahoma City Thunder contrataron a Billy Donovan como entrenador principal.[2]
- El 12 de mayo de 2015, los New Orleans Pelicans despidieron a su entrenador Monty Williams tras cinco años en el banquillo.[3]
- El 28 de mayo de 2015, los Chicago Bulls despidieron a Tom Thibodeau tras cinco temporadas.[4]
- El 29 de mayo de 2015, los Orlando Magic contrataron a Scott Skiles como entrenador.[5]
- El 30 de mayo de 2015, los New Orleans Pelicans contrataron a Alvin Gentry como entrenador.[6]
- El 2 de junio de 2015, los Chicago Bulls contrataron a Fred Hoiberg como entrenador principal.[7]
- El 15 de junio de 2015, los Denver Nuggets contrataron a Michael Malone como entrenador.[8]
- El 10 de septiembre de 2015, los Minnesota Timberwolves anunciaron que el asistente Sam Mitchell es el entrenador interino mientras Flip Saunders se recupera de la Linfoma de Hodgkin.[9] Saunders falleció el 25 de octubre, por lo cual Mitchell asumió el papel de entrenador principal.[10]
- El 1 de octubre de 2015, los Golden State Warriors anunciaron que el asistente Luke Walton asumiría el papel de entrenador interino mientras Steve Kerr se recuperaba de unos problemas de espalda que tuvo en el verano.[11]

## Clasificaciones

### Por división
Clave: G: Partidos ganados; P: Partidos perdidos; PV: Partidos de desventaja; PCT: Porcentaje de victorias; CONF.: Conferencia; DIV.: División; CASA: Resultados local; FUERA: Resultados visitante; Ult. 10: Partidos ganados-perdidos en los últimos 10 disputados; RACHA: Racha de partidos Ganados o Perdidos.
 El superíndice indica el puesto que ocupa el equipo en la clasificación de conferencia, los 8 puestos que dan el acceso a playoffs
| Conferencia Este          | Conferencia Este | Conferencia Este | Conferencia Este | Conferencia Este | Conferencia Este | Conferencia Este | Conferencia Este | Conferencia Este | Conferencia Este | Conferencia Este |
| ------------------------- | ---------------- | ---------------- | ---------------- | ---------------- | ---------------- | ---------------- | ---------------- | ---------------- | ---------------- | ---------------- |
| División Atlántico        | G                | P                | PCT              | PV               | CONF.            | DIV.             | CASA             | FUERA            | Ult. 10          | RACHA            |
| Toronto Raptors2a         | 56               | 26               | 0.683            | 0.0              | 39-13            | 14-2             | 32-9             | 24-17            | 7-3              | G 4              |
| Boston Celtics5x          | 48               | 34               | 0.585            | 8.0              | 31-21            | 10-6             | 28-13            | 20-21            | 6-4              | G 1              |
| New York Knicks(E)        | 32               | 50               | 0.390            | 24.0             | 21-31            | 8-8              | 18-23            | 14-27            | 3-7              | P 2              |
| Brooklyn Nets(E)          | 21               | 61               | 0.256            | 35.0             | 12-40            | 6-10             | 14-27            | 7-34             | 0-10             | P 10             |
| Philadelphia 76ers(E)     | 10               | 72               | 0.122            | 46.0             | 3-49             | 2-14             | 7-34             | 3-38             | 1-9              | P 4              |
| División Central          | G                | P                | PCT              | PV               | CONF.            | DIV.             | CASA             | FUERA            | Ult. 10          | RACHA            |
| Cleveland Cavaliers1e     | 57               | 25               | 0.695            | 0.0              | 35-17            | 8-8              | 33-8             | 24-17            | 6-4              | P 1              |
| Indiana Pacers7x          | 45               | 37               | 0.549            | 12.0             | 30-22            | 8-8              | 26-15            | 19-22            | 7-3              | G 3              |
| Detroit Pistons8x         | 44               | 38               | 0.537            | 13.0             | 29-23            | 10-6             | 26-15            | 18-23            | 6-4              | G 1              |
| Chicago Bulls(E)          | 42               | 40               | 0.512            | 15.0             | 25-27            | 10-6             | 26-15            | 16-25            | 6-4              | G 3              |
| Milwaukee Bucks(E)        | 33               | 49               | 0.402            | 24.0             | 21-31            | 4-12             | 23-18            | 10-31            | 3-7              | P 2              |
| División Sureste          | G                | P                | PCT              | PV               | CONF.            | DIV.             | CASA             | FUERA            | Ult. 10          | RACHA            |
| Miami Heat3se             | 48               | 34               | 0.585            | 0.0              | 31-21            | 10-6             | 28-13            | 20-21            | 6-4              | P 1              |
| Atlanta Hawks4x           | 48               | 34               | 0.585            | 0.0              | 29-23            | 8-8              | 27-14            | 21-20            | 6-4              | P 2              |
| Charlotte Hornets6x       | 48               | 34               | 0.585            | 0.0              | 33-19            | 8-8              | 30-11            | 18-23            | 7-3              | G 2              |
| Washington Wizards(E)     | 41               | 41               | 0.500            | 7.0              | 30-22            | 10-6             | 22-19            | 19-22            | 6-4              | G 3              |
| Orlando Magic(E)          | 35               | 47               | 0.427            | 13.0             | 21-31            | 4-12             | 23-18            | 12-29            | 6-4              | P 1              |
| Conferencia Oeste         |                  |                  |                  |                  |                  |                  |                  |                  |                  |                  |
| División Noroeste         | G                | P                | PCT              | PV               | CONF.            | DIV.             | CASA             | FUERA            | Ult. 10          | RACHA            |
| Oklahoma City Thunder3nw  | 55               | 27               | 0.671            | 0.0              | 37-15            | 13-3             | 32-9             | 23-18            | 5-5              | P 1              |
| Portland Trail Blazers5x  | 44               | 38               | 0.537            | 11.0             | 29-23            | 11-5             | 28-13            | 16-25            | 7-3              | G 1              |
| Utah Jazz(E)              | 40               | 42               | 0.488            | 15.0             | 24-28            | 8-8              | 24-17            | 16-25            | 5-5              | P 2              |
| Denver Nuggets(E)         | 33               | 49               | 0.402            | 22.0             | 18-34            | 4-12             | 18-23            | 15-26            | 3-7              | P 2              |
| Minnesota Timberwolves(E) | 29               | 53               | 0.354            | 26.0             | 18-34            | 4-12             | 14-27            | 15-26            | 5-5              | G 1              |
| División Pacífico         | G                | P                | PCT              | PV               | CONF.            | DIV.             | CASA             | FUERA            | Ult. 10          | RACHA            |
| Golden State Warriors1w   | 73               | 9                | 0.890            | 0.0              | 46-6             | 15-1             | 39-2             | 34-7             | 8-2              | G 4              |
| Los Angeles Clippers4x    | 53               | 29               | 0.646            | 20.0             | 31-21            | 9-7              | 29-12            | 24-17            | 8-2              | P 1              |
| Sacramento Kings(E)       | 33               | 49               | 0.402            | 40.0             | 19-33            | 8-8              | 18-23            | 15-26            | 5-5              | P 1              |
| Phoenix Suns(E)           | 23               | 59               | 0.280            | 50.0             | 17-35            | 6-10             | 14-27            | 9-32             | 3-7              | G 1              |
| Los Angeles Lakers(E)     | 17               | 65               | 0.207            | 56.0             | 8-44             | 2-14             | 12-29            | 5-36             | 2-8              | G 1              |
| División Suroeste         | G                | P                | PCT              | PV               | CONF.            | DIV.             | CASA             | FUERA            | Ult. 10          | RACHA            |
| San Antonio Spurs2sw      | 67               | 15               | 0.817            | 0.0              | 43-9             | 14-2             | 40-1             | 27-14            | 6-4              | G 2              |
| Dallas Mavericks6x        | 42               | 40               | 0.512            | 25.0             | 27-25            | 7-9              | 23-18            | 19-22            | 7-3              | P 1              |
| Memphis Grizzlies7x       | 42               | 40               | 0.512            | 25.0             | 25-27            | 7-9              | 26-15            | 16-25            | 1-9              | P 4              |
| Houston Rockets8x         | 41               | 41               | 0.500            | 26.0             | 28-24            | 8-8              | 23-18            | 18-23            | 6-4              | G 3              |
| New Orleans Pelicans(E)   | 30               | 52               | 0.366            | 37.0             | 20-32            | 4-12             | 21-20            | 9-32             | 4-6              | P 3              |

 x-Conseguida plaza en Playoffs | e-Conseguido campeonato Conferencia Este | a-Conseguido campeonato de la División Atlántico | c-Conseguido campeonato de la División Central | 
  se-Conseguido campeonato de la División Sureste | w-Conseguido campeonato de la Conferencia Oeste | sw-Conseguido campeonato de la División Suroeste | 
  nw-Conseguido campeonato de la División Noroeste | p-Conseguido campeonato de la División Pacífico | (E)-Eliminado de Playoffs

## Playoffs
Los Playoffs de la NBA de 2016 comenzaron el sábado 16 de abril de 2016 y terminaron con las Finales de la NBA de 2016 que comenzaron el 2 de junio de 2016. ESPN transmitirá las Finales de la Conferencia Este y TNT transmitirá las Finales de la Conferencia Oeste.
|  | Primera ronda     | Primera ronda | Primera ronda |   |               | Semifinales de Conferencia | Semifinales de Conferencia | Semifinales de Conferencia |  |    | Finales de Conferencia | Finales de Conferencia | Finales de Conferencia |  |    | Finales de la NBA | Finales de la NBA | Finales de la NBA |
|  |                   |               |               |   |               |                            |                            |                            |  |    |                        |                        |                        |  |    |                   |                   |                   |
|  | E1                | Cleveland     | 4             |   |               |                            |                            |                            |  |    |                        |                        |                        |  |    |                   |                   |                   |
|  | E8                | Detroit       | 0             |   |               |                            |                            |                            |  |    |                        |                        |                        |  |    |                   |                   |                   |
|  | E8                | Detroit       | 0             |   | E1            | Cleveland                  | 4                          |                            |  |    |                        |                        |                        |  |    |                   |                   |                   |
|  |                   |               |               |   | E1            | Cleveland                  | 4                          |                            |  |    |                        |                        |                        |  |    |                   |                   |                   |
|  |                   | E4            | Atlanta       | 0 |               |                            |                            |                            |  |    |                        |                        |                        |  |    |                   |                   |                   |
|  | E4                | E4            | Atlanta       | 0 | Atlanta       | 4                          |                            |                            |  |    |                        |                        |                        |  |    |                   |                   |                   |
|  | E4                |               |               |   | Atlanta       | 4                          |                            |                            |  |    |                        |                        |                        |  |    |                   |                   |                   |
|  | E5                | Boston        | 2             |   |               |                            |                            |                            |  |    |                        |                        |                        |  |    |                   |                   |                   |
|  | E5                | Boston        | 2             |   |               |                            |                            |                            |  | E1 | Cleveland              | 4                      |                        |  |    |                   |                   |                   |
|  | Conferencia Este  |               |               |   |               |                            |                            |                            |  | E1 | Cleveland              | 4                      |                        |  |    |                   |                   |                   |
|  |                   | E2            | Toronto       | 2 |               |                            |                            |                            |  |    |                        |                        |                        |  |    |                   |                   |                   |
|  | E3                | E2            | Toronto       | 2 | Miami         | 4                          |                            |                            |  |    |                        |                        |                        |  |    |                   |                   |                   |
|  | E3                |               |               |   | Miami         | 4                          |                            |                            |  |    |                        |                        |                        |  |    |                   |                   |                   |
|  | E6                | Charlotte     | 3             |   |               |                            |                            |                            |  |    |                        |                        |                        |  |    |                   |                   |                   |
|  | E6                | Charlotte     | 3             |   | E3            | Miami                      | 3                          |                            |  |    |                        |                        |                        |  |    |                   |                   |                   |
|  |                   |               |               |   | E3            | Miami                      | 3                          |                            |  |    |                        |                        |                        |  |    |                   |                   |                   |
|  |                   | E2            | Toronto       | 4 |               |                            |                            |                            |  |    |                        |                        |                        |  |    |                   |                   |                   |
|  | E2                | E2            | Toronto       | 4 | Toronto       | 4                          |                            |                            |  |    |                        |                        |                        |  |    |                   |                   |                   |
|  | E2                |               |               |   | Toronto       | 4                          |                            |                            |  |    |                        |                        |                        |  |    |                   |                   |                   |
|  | E7                | Indiana       | 3             |   |               |                            |                            |                            |  |    |                        |                        |                        |  |    |                   |                   |                   |
|  | E7                | Indiana       | 3             |   |               |                            |                            |                            |  |    |                        |                        |                        |  | E1 | Cleveland         | 4                 |                   |
|  |                   |               |               |   |               |                            |                            |                            |  |    |                        |                        |                        |  | E1 | Cleveland         | 4                 |                   |
|  |                   | O1            | Golden State  | 3 |               |                            |                            |                            |  |    |                        |                        |                        |  |    |                   |                   |                   |
|  | O1                | O1            | Golden State  | 3 | Golden State  | 4                          |                            |                            |  |    |                        |                        |                        |  |    |                   |                   |                   |
|  | O1                |               |               |   | Golden State  | 4                          |                            |                            |  |    |                        |                        |                        |  |    |                   |                   |                   |
|  | O8                | Houston       | 1             |   |               |                            |                            |                            |  |    |                        |                        |                        |  |    |                   |                   |                   |
|  | O8                | Houston       | 1             |   | O1            | Golden State               | 4                          |                            |  |    |                        |                        |                        |  |    |                   |                   |                   |
|  |                   |               |               |   | O1            | Golden State               | 4                          |                            |  |    |                        |                        |                        |  |    |                   |                   |                   |
|  |                   | O5            | Portland      | 1 |               |                            |                            |                            |  |    |                        |                        |                        |  |    |                   |                   |                   |
|  | O4                | O5            | Portland      | 1 | L.A. Clippers | 2                          |                            |                            |  |    |                        |                        |                        |  |    |                   |                   |                   |
|  | O4                |               |               |   | L.A. Clippers | 2                          |                            |                            |  |    |                        |                        |                        |  |    |                   |                   |                   |
|  | O5                | Portland      | 4             |   |               |                            |                            |                            |  |    |                        |                        |                        |  |    |                   |                   |                   |
|  | O5                | Portland      | 4             |   |               |                            |                            |                            |  | O1 | Golden State           | 4                      |                        |  |    |                   |                   |                   |
|  | Conferencia Oeste |               |               |   |               |                            |                            |                            |  | O1 | Golden State           | 4                      |                        |  |    |                   |                   |                   |
|  |                   | O3            | Oklahoma City | 3 |               |                            |                            |                            |  |    |                        |                        |                        |  |    |                   |                   |                   |
|  | O3                | O3            | Oklahoma City | 3 | Oklahoma City | 4                          |                            |                            |  |    |                        |                        |                        |  |    |                   |                   |                   |
|  | O3                |               |               |   | Oklahoma City | 4                          |                            |                            |  |    |                        |                        |                        |  |    |                   |                   |                   |
|  | O6                | Dallas        | 1             |   |               |                            |                            |                            |  |    |                        |                        |                        |  |    |                   |                   |                   |
|  | O6                | Dallas        | 1             |   | O3            | Oklahoma City              | 4                          |                            |  |    |                        |                        |                        |  |    |                   |                   |                   |
|  |                   |               |               |   | O3            | Oklahoma City              | 4                          |                            |  |    |                        |                        |                        |  |    |                   |                   |                   |
|  |                   | O2            | San Antonio   | 2 |               |                            |                            |                            |  |    |                        |                        |                        |  |    |                   |                   |                   |
|  | O2                | O2            | San Antonio   | 2 | San Antonio   | 4                          |                            |                            |  |    |                        |                        |                        |  |    |                   |                   |                   |
|  | O2                |               |               |   | San Antonio   | 4                          |                            |                            |  |    |                        |                        |                        |  |    |                   |                   |                   |
|  | O7                | Memphis       | 0             |   |               |                            |                            |                            |  |    |                        |                        |                        |  |    |                   |                   |                   |

Negrita - Ganador de las series

## Estadísticas

### Líderes individuales
| Categoría                     | Jugador           | Equipo                | Estadísticas |
| ----------------------------- | ----------------- | --------------------- | ------------ |
| Puntos por partido            | Stephen Curry     | Golden State Warriors | 30.1         |
| Rebotes por partido           | Andre Drummond    | Detroit Pistons       | 14.8         |
| Asistencias por partido       | Rajon Rondo       | Sacramento Kings      | 11.7         |
| Robos por partido             | Stephen Curry     | Golden State Warriors | 2.14         |
| Tapones por partido           | Hassan Whiteside  | Miami Heat            | 3.68         |
| Pérdidas de balón por partido | James Harden      | Houston Rockets       | 4.6          |
| Faltas por partido            | DeMarcus Cousins  | Sacramento Kings      | 3.6          |
| Minutos por partido           | James Harden      | Houston Rockets       | 38.1         |
| % Tiros de campo              | DeAndre Jordan    | Los Angeles Clippers  | 70.3%        |
| % Tiros libres                | Stephen Curry     | Golden State Warriors | 90.8%        |
| % Triples                     | JJ Redick         | Los Angeles Clippers  | 47.5%        |
| Eficiencia por partido        | Stephen Curry     | Golden State Warriors | 31.56        |
| Doble-dobles                  | Andre Drummond    | Detroit Pistons       | 66           |
| Triple-dobles                 | Russell Westbrook | Oklahoma City Thunder | 18           |

### Máximos individuales en un partido
| Categoría   | Jugador          | Equipo                 | Estadísticas |
| ----------- | ---------------- | ---------------------- | ------------ |
| Puntos      | Kobe Bryant      | Los Angeles Lakers     | 60           |
| Rebotes     | Andre Drummond   | Detroit Pistons        | 29           |
| Asistencias | Rajon Rondo      | Sacramento Kings       | 20           |
| Robos       | Robert Covington | Philadelphia 76ers     | 8            |
| Robos       | Ricky Rubio      | Minnesota Timberwolves | 8            |
| Robos       | Pablo Prigioni   | Los Angeles Clippers   | 8            |
| Robos       | James Harden     | Houston Rockets        | 8            |
| Tapones     | Hassan Whiteside | Miami Heat             | 11           |
| Triples     | Stephen Curry    | Golden State Warriors  | 12           |

### Líderes por equipo
| Categoría                     | Equipo                | Estadísticas |
| ----------------------------- | --------------------- | ------------ |
| Puntos por partido            | Golden State Warriors | 114.9        |
| Rebotes por partido           | Oklahoma City Thunder | 48.6         |
| Asistencias por partido       | Golden State Warriors | 28.9         |
| Robos por partido             | Houston Rockets       | 10.0         |
| Tapones por partido           | Miami Heat            | 6.5          |
| Tapones recibidos por partido | Philadelphia 76ers    | 7.2          |
| Pérdidas de balón por partido | Philadelphia 76ers    | 18.6         |
| Faltas por partido            | Milwaukee Bucks       | 22.7         |
| Faltas recibidas por partido  | Los Angeles Clippers  | 25.3         |
| % Tiros de campo              | Golden State Warriors | 48.7%        |
| % Tiros libres                | New York Knicks       | 80.5%        |
| % Triples                     | Golden State Warriors | 41.6%        |
| +/−                           | Golden State Warriors | 10.8         |

## Premios

### Reconocimientos individuales
- MVP de la Temporada
  - Stephen Curry, Golden State Warriors[12]
- MVP de las Finales de la NBA
  - LeBron James, Cleveland Cavaliers
- Rookie del Año
  - Karl-Anthony Towns, Minnesota Timberwolves[13]
- Mejor Defensor
  - Kawhi Leonard, San Antonio Spurs[14]
- Mejor Sexto Hombre
  - Jamal Crawford, Los Angeles Clippers[15]
- Jugador Más Mejorado
  - C. J. McCollum, Portland Trail Blazers[16]
- Jugador Más Deportivo
  - Mike Conley, Jr., Memphis Grizzlies[17]
- Premio Mejor Ciudadano J. Walter Kennedy
  - Wayne Ellington, Brooklyn Nets[18]
- Compañero del Año de la NBA
  - Vince Carter, Memphis Grizzlies[19]
- Entrenador del año
  - Steve Kerr, Golden State Warriors[20]
- Ejecutivo del Año
  - R. C. Buford, San Antonio Spurs[21]

| - Mejor quinteto: - Kawhi Leonard, San Antonio Spurs - LeBron James, Cleveland Cavaliers - DeAndre Jordan, Los Angeles Clippers - Russell Westbrook, Oklahoma City Thunder - Stephen Curry, Golden State Warriors | - 2.º mejor quinteto: - Kevin Durant, Oklahoma City Thunder - Draymond Green, Golden State Warriors - DeMarcus Cousins, Sacramento Kings - Chris Paul, Los Angeles Clippers - Damian Lillard, Portland Trail Blazers | - 3.er mejor quinteto: - Paul George, Indiana Pacers - LaMarcus Aldridge, San Antonio Spurs - Andre Drummond, Detroit Pistons - Kyle Lowry, Toronto Raptors - Klay Thompson, Golden State Warriors |

| - Mejor quinteto defensivo: - Kawhi Leonard, San Antonio Spurs - Draymond Green, Golden State Warriors - DeAndre Jordan, Los Angeles Clippers - Avery Bradley, Boston Celtics - Chris Paul, Los Angeles Clippers | - 2.º mejor quinteto defensivo: - Paul Millsap, Atlanta Hawks - Paul George, Indiana Pacers - Hassan Whiteside, Miami Heat - Tony Allen, Memphis Grizzlies - Jimmy Butler, Chicago Bulls |

| - Mejor quinteto de rookies: - Karl-Anthony Towns, Minnesota Timberwolves - Kristaps Porziņģis, New York Knicks - Devin Booker, Phoenix Suns - Nikola Jokić, Denver Nuggets - Jahlil Okafor, Philadelphia 76ers | - 2.º mejor quinteto de rookies: - Justise Winslow, Miami Heat - D'Angelo Russell, Los Angeles Lakers - Emmanuel Mudiay, Denver Nuggets - Myles Turner, Indiana Pacers - Willie Cauley-Stein, Sacramento Kings |

### Jugadores de la semana
Los siguientes jugadores fueron elegidos Jugadores de la Semana de las Conferencias Este y Oeste.
| Semana                            | Conferencia Este                         | Conferencia Oeste                                 | Ref.   |
| --------------------------------- | ---------------------------------------- | ------------------------------------------------- | ------ |
| 27 de octubre al 1 de noviembre   | Andre Drummond (Detroit Pistons) (1/2)   | Stephen Curry (Golden State Warriors) (1/5)       | [ 25 ] |
| 2 al 8 de noviembre               | Andre Drummond (Detroit Pistons) (2/2)   | James Harden (Houston Rockets) (1/1)              | [ 26 ] |
| 9 al 15 de noviembre              | Nicolas Batum (Charlotte Hornets) (1/1)  | DeMarcus Cousins (Sacramento Kings) (1/2)         | [ 27 ] |
| 16 al 22 de noviembre             | LeBron James (Cleveland Cavaliers) (1/5) | Stephen Curry (Golden State Warriors) (2/5)       | [ 28 ] |
| 23 al 29 de noviembre             | Paul George (Indiana Pacers) (1/1)       | Kevin Durant (Oklahoma City Thunder) (1/5)        | [ 29 ] |
| 30 de noviembre al 6 de diciembre | Reggie Jackson (Detroit Pistons) (1/2)   | Stephen Curry (Golden State Warriors) (3/5)       | [ 30 ] |
| 7 al 13 de diciembre              | DeMar DeRozan (Toronto Raptors) (1/1)    | Kevin Durant (Oklahoma City Thunder) (2/5)        | [ 31 ] |
| 14 al 20 de diciembre             | Reggie Jackson (Detroit Pistons) (2/2)   | Kawhi Leonard (San Antonio Spurs) (1/1)           | [ 32 ] |
| 21 al 27 de diciembre             | Marcin Gortat (Washington Wizards) (1/1) | Russell Westbrook (Oklahoma City Thunder) (1/1)   | [ 33 ] |
| 28 de diciembre al 3 de enero     | Brook Lopez (Brooklyn Nets) (1/1)        | Draymond Green (Golden State Warriors) (1/1)      | [ 34 ] |
| 4 al 10 de enero                  | LeBron James (Cleveland Cavaliers) (2/5) | Chris Paul (Los Angeles Clippers) (1/1)           | [ 35 ] |
| 11 al 17 de enero                 | John Wall (Washington Wizards) (1/1)     | Kevin Durant (Oklahoma City Thunder) (3/5)        | [ 36 ] |
| 18 al 24 de enero                 | Kemba Walker (Charlotte Hornets) (1/2)   | DeMarcus Cousins (Sacramento Kings) (2/2)         | [ 37 ] |
| 25 al 31 de enero                 | Dwyane Wade (Miami Heat) (2/2)           | Kevin Durant (Oklahoma City Thunder) (4/5)        | [ 38 ] |
| 1 al 7 de febrero                 | Isaiah Thomas (Boston Celtics) (1/1)     | LaMarcus Aldridge (San Antonio Spurs) (1/1)       | [ 39 ] |
| 22 al 28 de febrero               | Kyle Lowry (Toronto Raptors) (1/2)       | Stephen Curry (Golden State Warriors) (4/5)       | [ 40 ] |
| 1 al 7 de marzo                   | LeBron James (Cleveland Cavaliers) (3/5) | Kawhi Leonard (San Antonio Spurs) (1/1)           | [ 41 ] |
| 8 al 13 de marzo                  | Kemba Walker (Charlotte Hornets) (2/2)   | Stephen Curry (Golden State Warriors) (5/5)       | [ 42 ] |
| 14 al 20 de marzo                 | Kyle Lowry (Toronto Raptors) (2/2)       | Kevin Durant (Oklahoma City Thunder) (5/5)        | [ 43 ] |
| 21 al 27 de marzo                 | LeBron James (Cleveland Cavaliers) (4/5) | Klay Thompson (Golden State Warriors) (1/1)       | [ 44 ] |
| 28 de marzo al 3 de abril         | LeBron James (Cleveland Cavaliers) (5/5) | José Juan Barea (Dallas Mavericks) (1/1)          | [ 45 ] |
| 4 al 10 de abril                  | Paul Millsap (Atlanta Hawks) (1/1)       | Karl-Anthony Towns (Minnesota Timberwolves) (1/1) | [ 46 ] |

### Jugadores del Mes
Los siguientes jugadores fueron nombrados Jugadores del Mes de las Conferencias Este y Oeste.
| Mes               | Conferencia Este                                                         | Conferencia Oeste                                                                          | Ref.   |
| ----------------- | ------------------------------------------------------------------------ | ------------------------------------------------------------------------------------------ | ------ |
| Octubre/Noviembre | Paul George (Indiana Pacers) (1/1)                                       | Stephen Curry (Golden State Warriors) (1/2)                                                | [ 47 ] |
| Diciembre         | John Wall (Washington Wizards) (1/1)                                     | Russell Westbrook (Oklahoma City Thunder) (1/2) Kevin Durant (Oklahoma City Thunder) (1/2) | [ 48 ] |
| Enero             | DeMar DeRozan (Toronto Raptors) (1/1) Kyle Lowry (Toronto Raptors) (1/1) | Kevin Durant (Oklahoma City Thunder) (2/2)                                                 | [ 49 ] |
| Febrero           | LeBron James (Cleveland Cavaliers) (1/3)                                 | Stephen Curry (Golden State Warriors) (2/2)                                                | [ 50 ] |
| Marzo             | LeBron James (Cleveland Cavaliers) (2/3)                                 | Russell Westbrook (Oklahoma City Thunder) (2/2)                                            | [ 51 ] |
| Abril             | LeBron James (Cleveland Cavaliers) (3/3)                                 | James Harden (Houston Rockets) (1/1)                                                       | [ 52 ] |

### Rookies del Mes
Los siguientes jugadores fueron nombrados Rookie del Mes de las Conferencias Este y Oeste.
| Mes               | Conferencia Este                           | Conferencia Oeste                                 | Ref.   |
| ----------------- | ------------------------------------------ | ------------------------------------------------- | ------ |
| Octubre/Noviembre | Kristaps Porziņģis (New York Knicks) (1/3) | Karl-Anthony Towns (Minnesota Timberwolves) (1/6) | [ 53 ] |
| Diciembre         | Kristaps Porziņģis (New York Knicks) (2/3) | Karl-Anthony Towns (Minnesota Timberwolves) (2/6) | [ 54 ] |
| Enero             | Kristaps Porziņģis (New York Knicks) (3/3) | Karl-Anthony Towns (Minnesota Timberwolves) (3/6) | [ 55 ] |
| Febrero           | Myles Turner (Indiana Pacers) (1/1)        | Karl-Anthony Towns (Minnesota Timberwolves) (4/6) | [ 56 ] |
| Marzo             | Josh Richardson (Miami Heat) (1/1)         | Karl-Anthony Towns (Minnesota Timberwolves) (5/6) | [ 57 ] |
| Abril             | Norman Powell (Toronto Raptors) (1/1)      | Karl-Anthony Towns (Minnesota Timberwolves) (6/6) | [ 58 ] |

### Entrenadores del Mes
Los siguientes entrenadores fueron nombrados Entrenadores del Mes de las Conferencias Este y Oeste.
| Mes               | Conferencia Este                         | Conferencia Oeste                           | Ref.   |
| ----------------- | ---------------------------------------- | ------------------------------------------- | ------ |
| Octubre/Noviembre | David Blatt (Cleveland Cavaliers) (1/1)  | Luke Walton (Golden State Warriors) (1/1)   | [ 59 ] |
| Diciembre         | Scott Skiles (Orlando Magic) (1/1)       | Gregg Popovich (San Antonio Spurs) (1/1)    | [ 60 ] |
| Enero             | Dwane Casey (Toronto Raptors) (1/1)      | Doc Rivers (Los Angeles Clippers) (1/2)     | [ 61 ] |
| Febrero           | Brad Stevens (Boston Celtics) (1/1)      | Terry Stotts (Portland Trail Blazers) (1/1) | [ 62 ] |
| Marzo             | Steve Clifford (Charlotte Hornets) (1/1) | Steve Kerr (Golden State Warriors) (1/1)    | [ 63 ] |
| Abril             | Frank Vogel (Indiana Pacers) (1/1)       | Doc Rivers (Los Angeles Clippers) (2/2)     | [ 64 ] |

## Arenas
Esta temporada fue la última de los Sacramento Kings en Sleep Train Arena antes de pasar a la nueva Golden 1 Center en el centro de Sacramento. Los Kings jugaron su último partido de temporada regular allí el 9 de abril contra los Oklahoma City Thunder.